# Marvel Studios Special Presentations
O Marvel Studios Special Presentations é uma série de especiais de televisão produzidos pela Marvel Studios para o Disney+, ambientados no Universo Cinematográfico Marvel (UCM), compartilhando continuidade com os filmes e séries de televisão da franquia. O banner do Marvel Studios Special Presentation foi revelado junto com o anúncio do primeiro especial de televisão, Werewolf by Night (2022), em setembro de 2022. Os especiais de aproximadamente uma hora foram concebidos para fornecer um breve olhar em novos personagens ou conceitos para o UCM. As apresentações especiais são acompanhadas por um tema especial e uma abertura que lembra a introdução da apresentação especial da CBS dos anos 1980 e 1990.
Werewolf by Night e The Guardians of the Galaxy Holiday Special (2022) estão incluídos na Fase Quatro do UCM, ambos temáticos. A Marvel Studios está aberta à ideia de especiais adicionais e, em fevereiro de 2025, começou a desenvolver especial sem título com Jon Bernthal focado em seu personagem Frank Castle / Justiceiro para lançamento em 2026 como parte da Fase Seis. O formato de Apresentação Especial foi elogiado por permitir que a Marvel Studios contasse histórias contidas que experimentam gênero e estilo, e poderia apresentar personagens mais obscuros, ao mesmo tempo em que não se prendia a narrativas longas como em seus filmes e séries de televisão.

## Desenvolvimento
Em setembro de 2018, a Marvel Studios estava desenvolvendo várias séries limitadas para o novo serviço de streaming da Disney, o Disney+, centrado em personagens da "segunda camada" dos filmes do Universo Cinematográfico Marvel (UCM) que não tinham e provavelmente não estrelariam seus próprios filmes. O desenvolvimento de conteúdo para o Disney+ permitiu que a Marvel Studios fosse flexível com formatos, como emular especiais de televisão temáticos únicos ou anuais como A Charlie Brown Christmas (1965) e Frosty the Snowman (1969); esses especiais geralmente duravam de 30 minutos a uma hora, que era a duração que a Marvel Studios estava imaginando para seus especiais.
Em dezembro de 2020, a Marvel Studios anunciou The Guardians of the Galaxy Holiday Special para o Disney+, para ser lançado no final de 2022, durante a época de natal. Holiday Special foi o primeiro conteúdo que a Marvel Studios planejou criar para o Disney+. Em agosto de 2021, um especial de televisão com tema de Halloween para o Disney+ estava em desenvolvimento, supostamente focado no Lobisomem. Na D23 Expo em setembro de 2022, a Marvel confirmou o especial de Halloween como Werewolf by Night, que foi lançado em outubro. Naquela época, o banner "Marvel Studios Special Presentation" foi revelado, sob o qual Werewolf by Night e The Guardians of the Galaxy Holiday Special seriam comercializados. O executivo da Marvel Studios, Brian Gay, chamou o Marvel Studios Special Presentation de um "novo formato" para o estúdio, com cada especial destinado a ser um breve olhar em "uma história diferente ou uma área diferente do universo", como apresentar novos personagens ou conceitos para o UCM e provocando como eles poderiam se integrar ainda mais ao UCM com aparições futuras.
Michael Giacchino, diretor de Werewolf by Night, disse que o presidente da Marvel Studios, Kevin Feige, esperava que Werewolf by Night fosse "a primeira de algumas histórias prontas". Até o lançamento de Werewolf by Night, a Marvel Studios não havia determinado nenhum plano de lançamento definido para futuros especiais em potencial. Em março de 2023, um especial centrado em Mephisto estava supostamente em produção. Feige disse em julho de 2024 que um especial adicional estava em desenvolvimento e seria lançado depois de 2025, e o chefe de streaming, televisão e animação da Marvel Studios, Brad Winderbaum, confirmou em setembro que mais especiais seriam desenvolvidos. Em fevereiro de 2025, uma Apresentação Especial centrada em Frank Castle / Justiceiro foi anunciada em desenvolvimento com Jon Bernthal reprisando o papel e também coescrevendo o especial; estava previsto para ser lançado em 2026.

## Logo e tema
As apresentações especiais apresentam uma introdução especial multicolorida com música de bongô, reminiscente do tema da apresentação especial da CBS apresentado antes dos especiais animados dos anos 1980 e 1990. Giacchino (que dirigiu e compôs para Werewolf by Night) compôs o tema, chamando a abertura de uma "carta de amor" para os logotipos de apresentação especial das redes de transmissão, que foram usados para indicar uma programação única, algo que a Marvel Studios queria que as apresentações especiais fossem. A introdução foi feita pela Perception.
Jamie Lovett, do ComicBook.com, chamou a introdução da apresentação especial do Marvel Studios de "mais colorida" e seu tema de "mais divertido" do que a introdução normal do Marvel Studios, enquanto Rachel Paige, da Marvel.com, chamou o tema de "um hit absoluto e com certeza provocará o mesmo nível de emoção" quando ouvida como as apresentações especiais das redes de transmissão. Joshua M. Patton, do Comic Book Resources, acreditava que esta introdução "teria um efeito semelhante nas novas gerações de crianças" como as introduções das redes de transmissão mais antigas, uma vez que "evoca a memória de sua contraparte da CBS" e sinalizou aos telespectadores que eles estavam "prestes a ver algo emocionante e novo".

## Especiais
Todos os especiais estão sendo lançados no Disney+ e coexistem com os filmes e séries de televisão da fase.

### Fase Quatro
| Título                                      | Originalmente exibida  | Diretor(es)       | Roteirista(s)                 |
| ------------------------------------------- | ---------------------- | ----------------- | ----------------------------- |
| Werewolf by Night                           | 7 de outubro de 2022   | Michael Giacchino | Heather Quinn e Peter Cameron |
| The Guardians of the Galaxy Holiday Special | 25 de novembro de 2022 | James Gunn        | James Gunn                    |

### Fase Seis
| Título                    | Originalmente exibida | Diretor(es)           | Roteirista(s)                        | Estado       |
| ------------------------- | --------------------- | --------------------- | ------------------------------------ | ------------ |
| Untitled Punisher special | 2026                  | Reinaldo Marcus Green | Reinaldo Marcus Green e Jon Bernthal | Pós-produção |

### Futuro
Em março de 2023, o jornalista Jeff Sneider relatou que um especial centrado em Mephisto estava sendo filmado no set da série Disney+ Agatha All Along (2024), no Trilith Studios em Atlanta, Geórgia. Esperava-se que Sacha Baron Cohen reprisasse o papel, depois de aparecer anteriormente como o personagem na série Ironheart (2025), do Disney+.

## Elenco e personagens
Lista de indicador(es)
Esta seção inclui membros do elenco principal, personagens recorrentes e artistas convidados notáveis, conforme definido pelo FAQ.
- Um espaço cinza escuro indica que o personagem não estava no especial.
- O C indica uma participação especial não creditada.
- Um MC indica um papel somente de captura de movimento.
- Um S indica que o ator fez parte do elenco principal do especial.
- O V indica uma participação somente de voz.

| Personagem                                                | 2022                        | 2022                                        |
| Personagem                                                | Werewolf by Night           | The Guardians of the Galaxy Holiday Special |
| Introduced in films                                       | Introduced in films         | Introduced in films                         |
| --------------------------------------------------------- | --------------------------- | ------------------------------------------- |
| Cosmo, o cão espacial                                     |                             | Maria BakalovaV                             |
| Drax, o Destruidor                                        |                             | Dave BautistaS                              |
| Groot                                                     |                             | Vin DieselVS                                |
| Mantis                                                    |                             | Pom KlementieffS                            |
| Nebulosa                                                  |                             | Karen GillanS                               |
| Kraglin Obfonteri                                         |                             | Sean GunnS                                  |
| Peter Quill Senhor das Estrelas                           |                             | Chris PrattS                                |
| Rocket                                                    |                             | Bradley CooperVS                            |
| Yondu Udonta                                              |                             | Michael RookerV                             |
| Introduced in Werewolf by Night                           |                             |                                             |
| Azarel                                                    | Eugenie Bondurant           |                                             |
| Barasso                                                   | Daniel J. Watts             |                                             |
| Elsa Bloodstone                                           | Laura DonnellyS             |                                             |
| Ulysses Bloodstone                                        | Richard DixonV              |                                             |
| Verussa Bloodstone                                        | Harriet Sansom HarrisS      |                                             |
| Jovan                                                     | Kirk R. Thatcher            |                                             |
| Liorn                                                     | Leonardo Nam                |                                             |
| Jack Russell Lobisomem                                    | Gael García BernalS         |                                             |
| Billy Swan                                                | Al Hamacher                 |                                             |
| Ted Homem-Coisa                                           | Carey JonesMC Jeffrey FordV |                                             |
| Introduced in The Guardians of the Galaxy Holiday Special |                             |                                             |
| Kevin Bacon                                               |                             | Ele mesmoS                                  |
| Bzermikitokolok                                           |                             | Rhett Miller                                |
| Kortolbookalia                                            |                             | Murry Hammond                               |
| Phloko                                                    |                             | Philip Peeples                              |
| Kyra Sedgwick                                             |                             | Ela mesmaCV                                 |
| Sliyavastojoo                                             |                             | Ken Bethea                                  |

## Recepção
Cada especial está vinculado à seção "Resposta crítica" de seu artigo.
| Título                                      | Rotten Tomatoes    | Metacritic       |
| ------------------------------------------- | ------------------ | ---------------- |
| Werewolf by Night                           | 90% (103 críticas) | 69 (17 críticas) |
| The Guardians of the Galaxy Holiday Special | 91% (23 críticas)  | 78 (6 críticas)  |

Após o lançamento de Werewolf by Night, Tyler Llewyn Taing, do /Film, disse que as apresentações especiais poderiam "levar a um gênero mais emocionante e experimentos estilísticos no UUCM no futuro" como Werewolf by Night foi, e comparou o formato especial de televisão de uma hora aos curtas-metragens One-Shots, da Marvel Studios. Como parte de sua análise de Werewolf by Night, Chris E. Hayner, do GameSpot, disse que os especiais "deveriam se tornar uma ocorrência regular" se pudessem ser tão bons quanto Werewolf by Night. Rupesh Nair, do IGN India, comparou o formato especial aos quadrinhos one-shot e às publicações Elseworlds, da DC Comics, afirmando que as Apresentações Especiais "elevaram" o UCM e podem ser os "ousados críticos" da franquia. Ele esperava que futuros especiais fossem capazes de apresentar personagens desconhecidos ao público por meio de histórias que "permitissem que diretores e membros do elenco brilhassem". Richard Newby, do The Hollywood Reporter, sentiu que o formato era "[o] prospecto mais empolgante do UCM", afirmando que era "uma boa ideia [reduzir] o número de séries, senão filmes, e repensá-los como Apresentações Especiais, em vez de compromissos de seis a nove semanas... [para] liberar o público e renovar seu investimento no universo, e permitir que os cineastas se expandam criativamente".

## Documentário
Um documentário especial para Werewolf by Night, intitulado Director by Night, foi anunciado em setembro de 2022, com Anthony Giacchino como roteirista e diretor. Director by Night foi lançado no Disney+ em 4 de novembro de 2022, comercializado com a marca "Marvel Studios Special Presentation".